# マリリオン
マリリオン (Marillion)は、イングランド出身のプログレッシブ・ロック・バンド。
1970年代のプログレッシブ・ロックを継承する1980年代のスタイル「ネオ・プログレッシブ・ロック」の代表格として、長きにわたり活動している。

## 略歴

### デビューからフィッシュの脱退まで

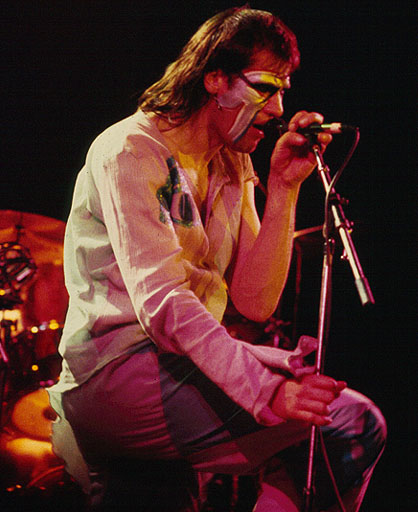
ジェネシスのコピーと批評された初期の頃 (1981年)

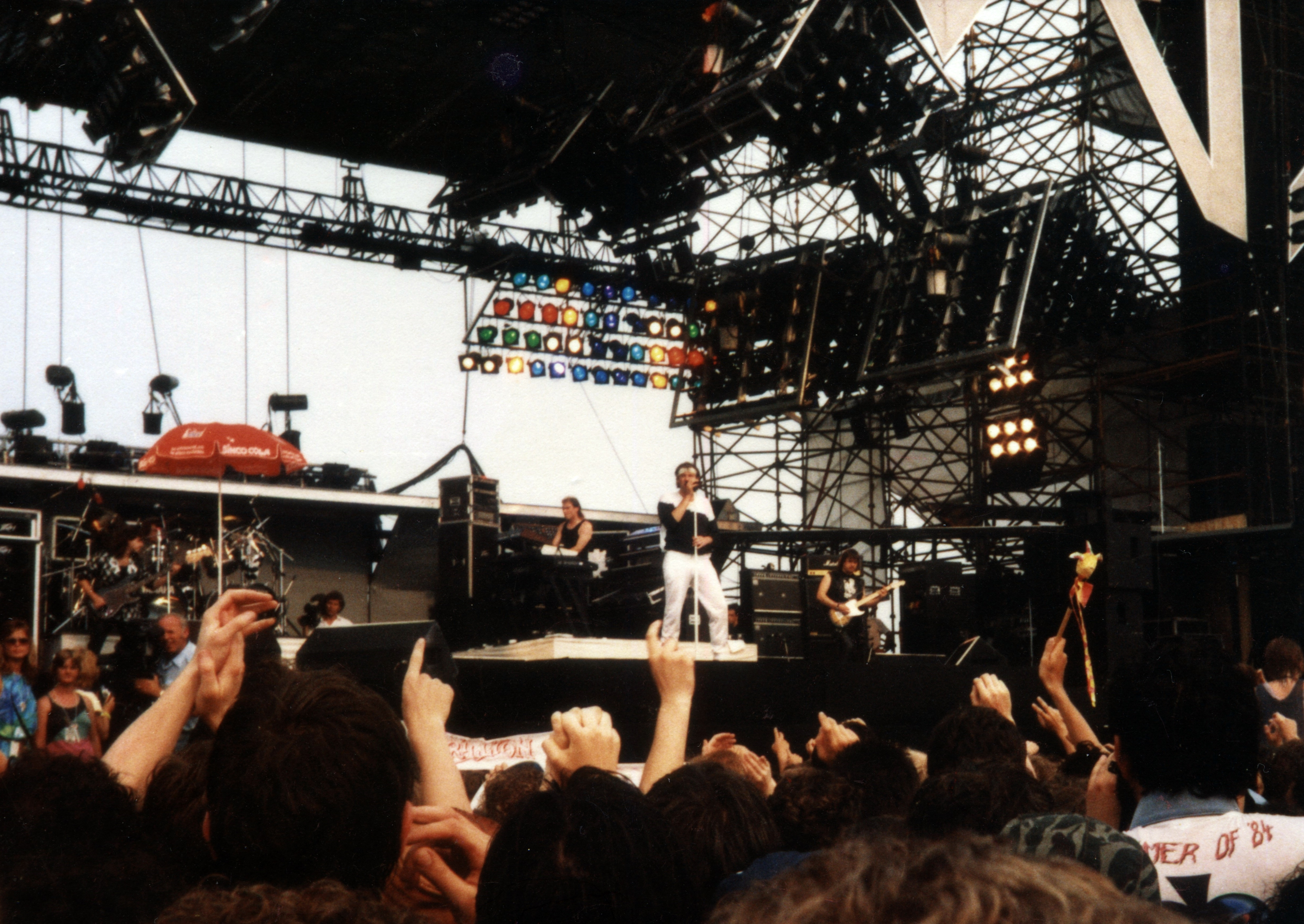
フィッシュ(Vo)在籍時代 (1986年)

1979年に前身のバンド「シルマリリオン」を結成。バンド名はトールキンの「シルマリルの物語」にちなむ。1981年に名称を「マリリオン」に短縮した。その時点のメンバーはフィッシュ (ボーカル)、スティーヴ・ロザリー (ギター)、ディズ・ミニット (ベース) 、ミック・ポインター (ドラムス)、ブライアン・ジェリマン (キーボード)。デビュー前にミニットとジェリマンは脱退。ピート・トレワヴァス (ベース)、マーク・ケリー (キーボード)が加入。
1982年にデビュー・シングル「マーケット・スクエア・ヒーローズ」を発表し、1983年にファースト・アルバム『独り芝居の道化師』を発表。その後、ミック・ポインターが脱退し、イアン・モズレイが正式に加入するまでの間、頻繁にドラマーが交代している。
1970年代中盤からプログレッシブ・ロック・ムーブメントは徐々に衰退していき、多くのバンドが解散（キング・クリムゾン、EL&P等）やポップ化といった路線変更（ジェネシス等）を余儀なくされていた。そういった状況下で登場したマリリオンは、音楽の構築美の追求、演劇性の導入といった、いわゆる本格的プログレ・サウンドを引っさげて登場し、とりわけ初期の4作品でその展開と発展を追求したものになっていた。
これらの作品においてマリリオンは、いかにもという神秘的なサウンド、雰囲気漂うアルバム・ジャケット、ストーリー性を重視したコンセプト・アルバム等で、当時では異彩を放つ存在感を見せた。その音楽性は「ネオ・プログレッシブ・ロック」またはポンプ・ロックと呼ばれ、本国イギリスやヨーロッパでは高い評価と人気を得た。とりわけ、1985年のアルバム『過ち色の記憶』は全英アルバムチャートで1位を獲得し、同アルバムからは「追憶のケイリー」（全英2位）、「ラヴェンダー」（全英5位）といったシングル・ヒットも生まれた。だが、その一方で、「1970年代のジェネシスに似た要素が多すぎて独自性が薄い」という非難を浴びせる者も一部には存在した。
1987年のアルバム『旅路の果て』も全英アルバムチャートで初登場2位のヒットとなるが、1988年にフィッシュがバンドを脱退する。

### スティーヴ・ホガース加入から現在まで

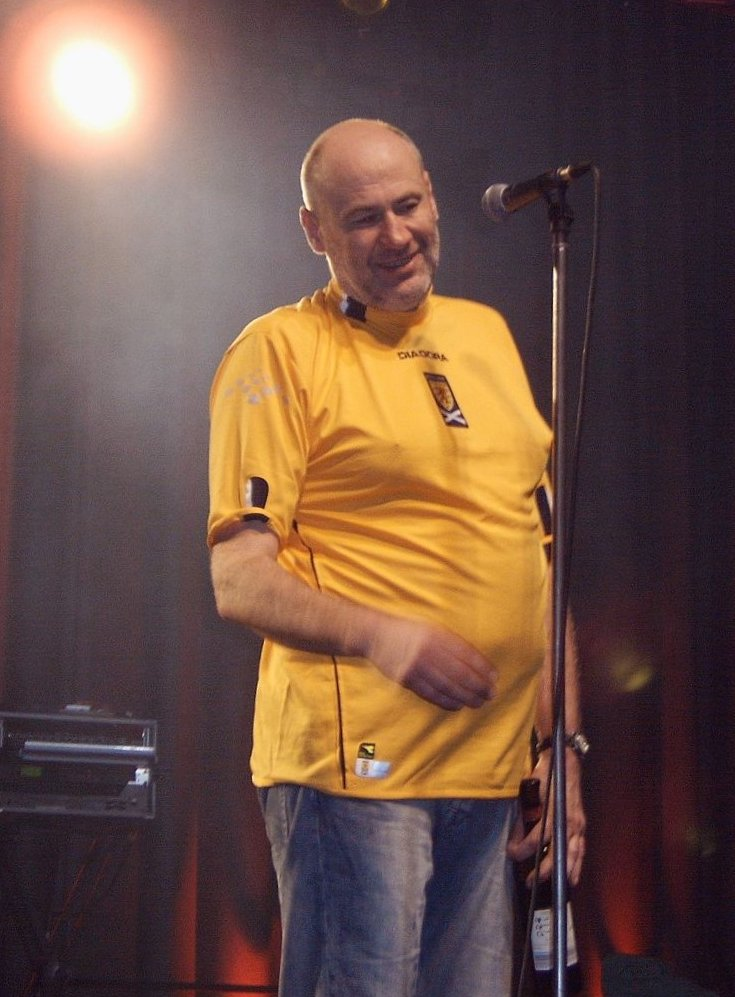
脱退後のフィッシュ (2006年)

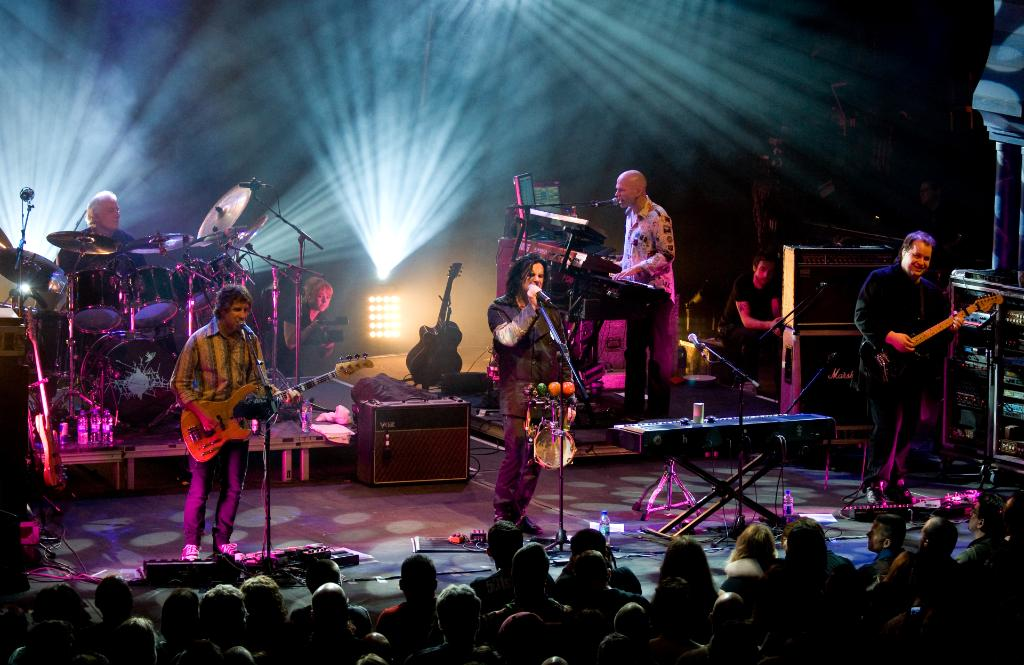
カナダ・モントリオール公演 (2009年4月)

1989年、フィッシュの後任としてスティーヴ・ホガース (ボーカル)が加入。制作されたアルバム『美しき季節の終焉』は、商業的にも上々の成功を収めた。特に2曲目の「Easter」は、コンサートでもハイライトで演奏される他、1995年には、ロンドンのクラブにおいてドリーム・シアター＋スティーヴ・ホガース、スティーヴ・ロザリーというラインナップで演奏されたこともある。
またスティーヴ・ホガースの加入は思わぬ副産物ももたらした。すなわち「ジェネシスのコピー」という批判からの決定的な決別である。この新しい音楽性は、アルバム『楽園への憧憬』を挟んで制作されたコンセプト・アルバム『ブレイヴ』において一つの頂点を迎えた。このアルバムはスティーヴ・ホガースが実際にイングランドで発生したある事件（高速道路脇で、全ての記憶を失った女性が発見されたという事件）に着想を得て基本的なコンセプトを提出したものであった。
その後のロック音楽の流行が、マリリオンに対しては完全な逆風に変化したことで、バンドは商業的には苦戦するようになる。メジャー・レーベルとの契約を失った1990年代後半には、自主レーベルを設立したりインディーズからのアルバムも発表している。一方、ベースのピート・トレワヴァスは、1999年よりプログレッシブ・ロック・バンド「トランスアトランティック」の一員としても活動している。
2000年、バンドは再びメジャー・レーベルであるEMIと契約。以降はインターネットを活用した資金作りやプロモーションに取り組みつつ、活動を続けている。2004年にはシングル「You're Gone」が全英チャートで7位に達し、マリリオンにとって17年振りのトップ10シングルとなっている。
2007年8月26日、元メンバーのフィッシュが19年振りにマリリオンのステージに立ち、デビュー曲「マーケット・スクエア・ヒーローズ」を共演した。

## メンバー

### 現ラインナップ
- スティーヴ・ホガース (Steve Hogarth) - ボーカル (1989年- )
- スティーヴ・ロザリー (Steve Rothery) - ギター (1979年- )
- ピート・トレワヴァス (Pete Trewavas) - ベース (1982年- )
- マーク・ケリー (Mark Kelly) - キーボード (1981年- )
- イアン・モズレイ (Ian Mosley) - ドラムス (1984年- )

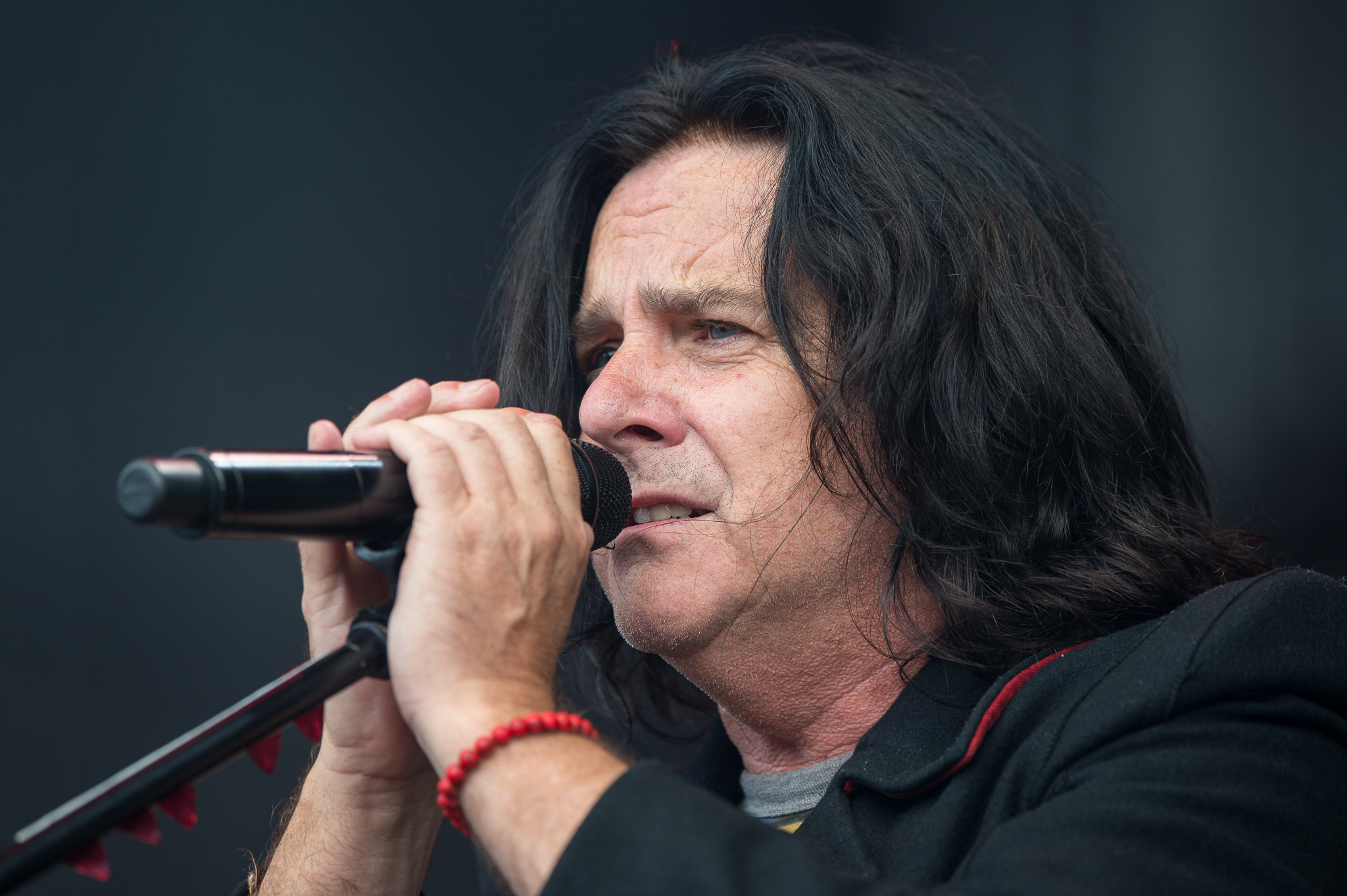
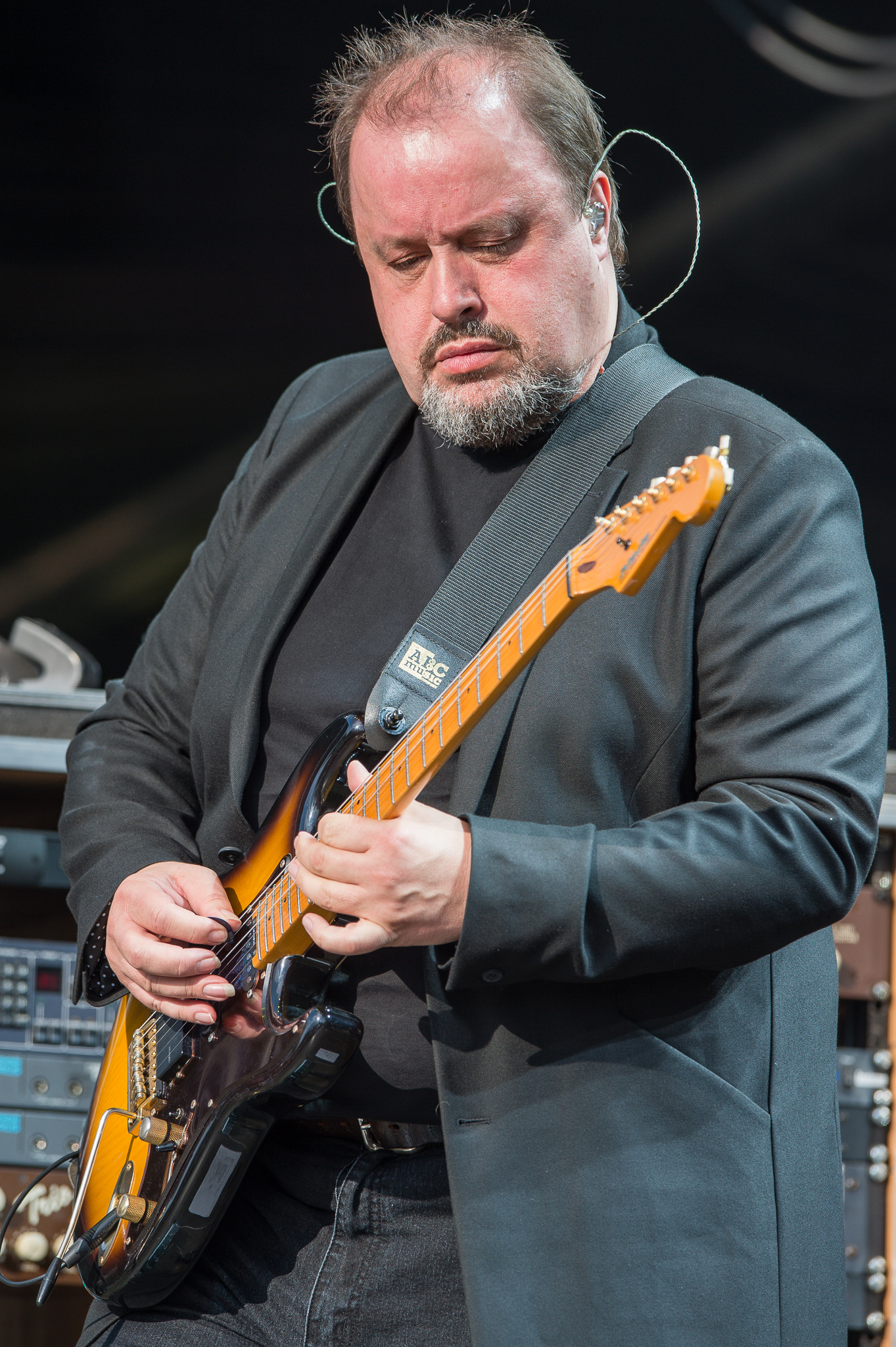
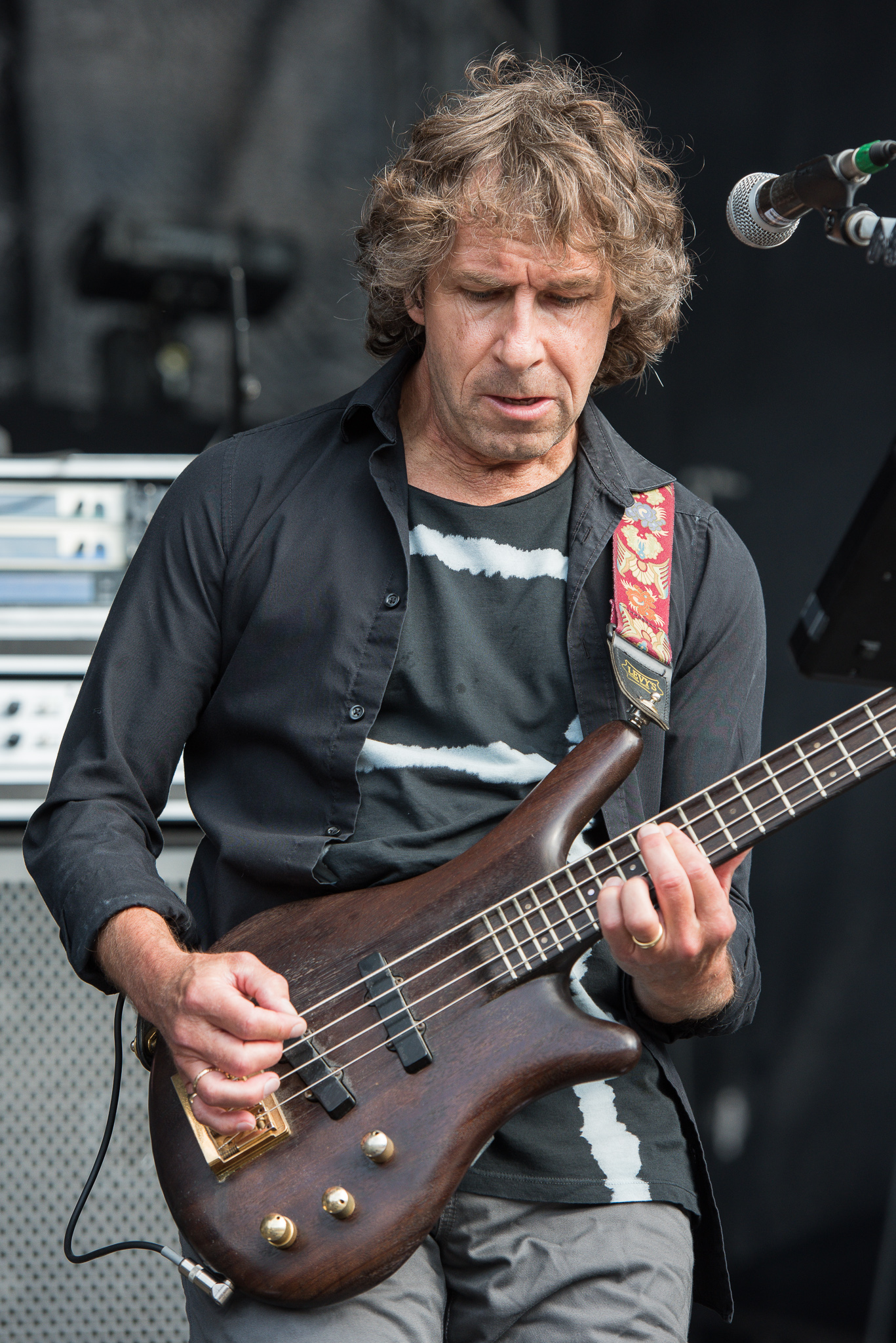
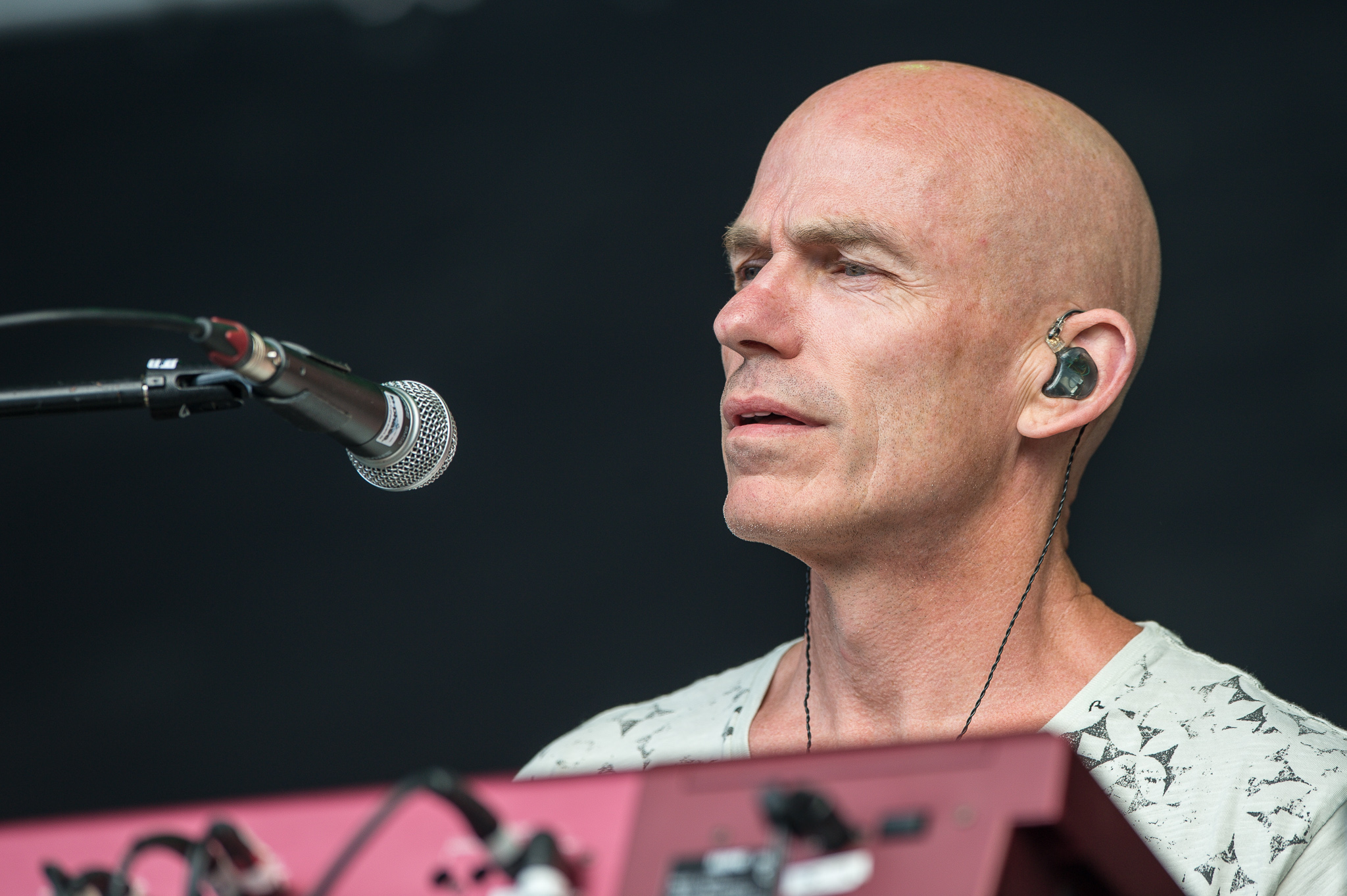
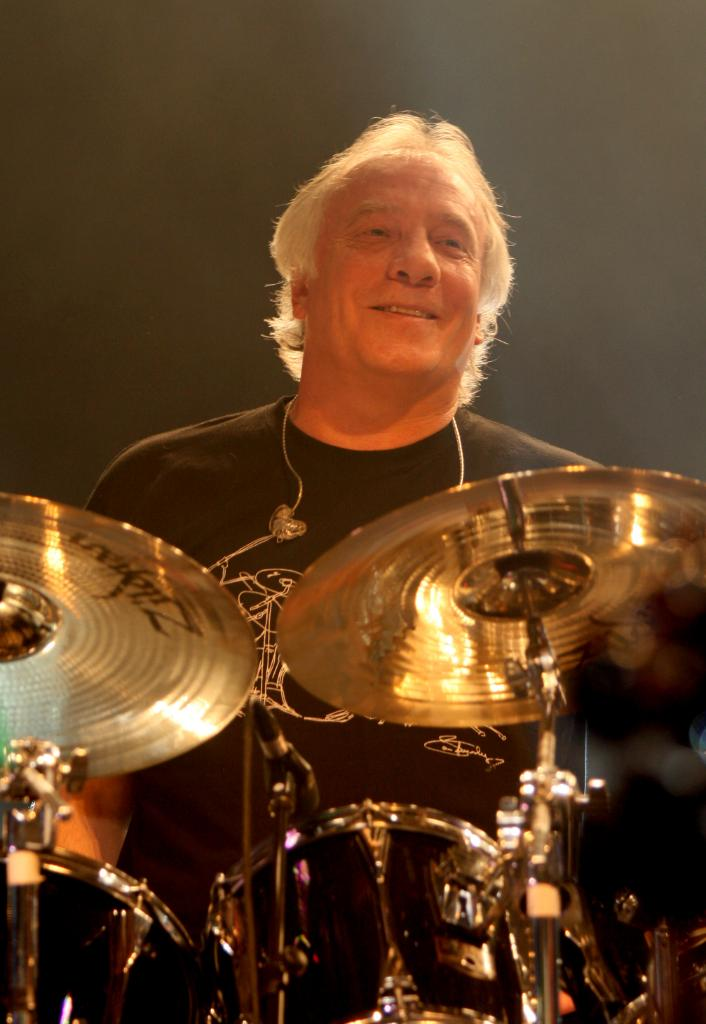

### 旧メンバー
- ダグ・アーバイン (Doug "Rastus" Irvine) - ベース、ボーカル (1979年-1981年)
- ブライアン・ジェリーマン (Brian Jelliman) - キーボード (1979年-1981年)
- ミック・ポインター (Mick Pointer) - ドラムス (1979年-1983年)
- フィッシュ (Fish) - ボーカル (1981年-1988年)
- ディズ・ミニット (Diz Minnitt) - ベース (1981年-1982年)
- アンディ・ウォード (Andy Ward) - ドラムス (1983年)
- ジョン・マーター (John "Martyr" Marter) - ドラムス (1983年)
- ジョナサン・ムーヴァー (Jonathan Mover) - ドラムス (1983年-1984年)

## ディスコグラフィ

### スタジオ・アルバム
- 『独り芝居の道化師』 - Script For A Jester's Tear (1983年)
- 『破滅の形容詞』 - Fugazi (1984年)
- 『過ち色の記憶』 - Misplaced Childhood (1985年)
- 『旅路の果て』 - Clutching At Straws (1987年)
- 『美しき季節の終焉』 - Seasons End (1989年)
- 『楽園への憧憬』 - Holidays In Eden (1991年)
- 『ブレイヴ』 - Brave (1994年)
- 『アフレイド・オブ・サンライト』 - Afraid Of Sunlight (1995年)
- 『ディス・ストレンジ・エンジン -遠い記憶に-』 - This Strange Engine (1997年)
- 『レイディエーション』 - Radiation (1998年)
- Marillion.com (1999年)
- Anoraknophobia (2001年)
- Marbles (2004年)
- Somewhere Else (2007年)
- Happiness is the Road (2008年)
- 『レス・イズ・モア』 - Less Is More (2009年)
- 『サウンズ・ザット・キャント・ビー・メイド〜創られざる音律〜』 - Sounds That Can't Be Made (2012年)
- 『F E A R』 - Fuck Everyone and Run (F E A R) (2016年)
- With Friends from the Orchestra (2019年)
- 『アン・アワー・ビフォー・イッツ・ダーク』 - An Hour Before It's Dark (2022年)

### ライブ・アルバム
- 『リアル・トゥ・リール』 - Real To Reel (1984年)
- 『伝説への序章 (プロローグ)』 - The Thieving Magpie (La Gazza Ladra) (1988年)
- Made Again (1996年)
- Anorak in the UK (2002年)
- Marbles Live (2005年)
- Early Stages:The Official Bootlegs 1982-1987 (2008年)
- 『ライヴ・アット・ハイ・ヴォルテージ 2010』 - High Voltage (2011年)
- 『マーブルズ・イン・ザ・パーク』 - Marbles In The Park (2017年)
- 『ア・サンデー・ナイト・アバヴ・ザ・レイン』 - A Sunday Night Above The Rain (2017年)
- 『ライヴ・フロム・カドガン・ホール』 - Live From Cadogan Hall (2017年)
- All One Tonight - Live At The Royal Albert Hall (2018年)

### コンピレーション・アルバム
- Brief Encounter (1986年・EP)
- B'sides Themselves (1988年)
- 『ア・シングルズ・コレクション 1982 - 1992』 - A Singles Collection (1992年)
- The Best of Both Worlds (1997年)
- The Best of Marillion (2003年)
- Best Sounds (2014年)

## 日本公演
- 1985年
- 1994年
- 2017年
- 2018年